# Mailley-et-Chazelot
Mailley-et-Chazelot és un municipi francès situat al departament de l'Alt Saona i a la regió de Borgonya - Franc Comtat. L'any 2007 tenia 579 habitants.

## Demografia

### Població
El 2007 la població de fet de Mailley-et-Chazelot era de 579 persones. Hi havia 239 famílies, de les quals 57 eren unipersonals (20 homes vivint sols i 37 dones vivint soles), 85 parelles sense fills, 81 parelles amb fills i 16 famílies monoparentals amb fills.
La població ha evolucionat segons el següent gràfic:
Habitants censats

### Habitatges
El 2007 hi havia 277 habitatges, 237 eren l'habitatge principal de la família, 20 eren segones residències i 20 estaven desocupats. 260 eren cases i 14 eren apartaments. Dels 237 habitatges principals, 197 estaven ocupats pels seus propietaris, 39 estaven llogats i ocupats pels llogaters i 2 estaven cedits a títol gratuït; 3 tenien dues cambres, 12 en tenien tres, 51 en tenien quatre i 171 en tenien cinc o més. 195 habitatges disposaven pel capbaix d'una plaça de pàrquing. A 76 habitatges hi havia un automòbil i a 135 n'hi havia dos o més.

### Piràmide de població
La piràmide de població per edats i sexe el 2009 era:
| Homes | Edats   | Dones |
| ----- | ------- | ----- |
| 0     | 95 o +  | 0     |
| 0     | 90 a 94 | 4     |
| 4     | 85 a 89 | 12    |
| 12    | 80 a 84 | 8     |
| 0     | 75 a 79 | 12    |
| 12    | 70 a 74 | 12    |
| 0     | 65 a 69 | 8     |
| 20    | 60 a 64 | 8     |
| 8     | 55 a 59 | 8     |
| 12    | 50 a 54 | 20    |
| 24    | 45 a 49 | 28    |
| 40    | 40 a 44 | 12    |
| 16    | 35 a 39 | 24    |
| 24    | 30 a 34 | 20    |
| 20    | 25 a 29 | 12    |
| 28    | 20 a 24 | 20    |
| 40    | 15 a 19 | 12    |
| 44    | 10 a 14 | 16    |
| 16    | 5 a 9   | 8     |
| 8     | 0 a 4   | 12    |

## Economia
El 2007 la població en edat de treballar era de 366 persones, 284 eren actives i 82 eren inactives. De les 284 persones actives 268 estaven ocupades (146 homes i 122 dones) i 16 estaven aturades (5 homes i 11 dones). De les 82 persones inactives 31 estaven jubilades, 30 estaven estudiant i 21 estaven classificades com a «altres inactius».

### Ingressos
El 2009 a Mailley-et-Chazelot hi havia 250 unitats fiscals que integraven 631 persones, la mediana anual d'ingressos fiscals per persona era de 18.466 €.

### Activitats econòmiques
Dels 15 establiments que hi havia el 2007, 1 era d'una empresa extractiva, 2 d'empreses alimentàries, 1 d'una empresa de fabricació d'altres productes industrials, 5 d'empreses de construcció, 2 d'empreses de comerç i reparació d'automòbils, 1 d'una empresa d'hostatgeria i restauració, 2 d'empreses de serveis i 1 d'una entitat de l'administració pública.
Dels 6 establiments de servei als particulars que hi havia el 2009, 1 era un taller de reparació d'automòbils i de material agrícola, 1 paleta, 1 guixaire pintor, 1 fusteria, 1 lampisteria i 1 restaurant.
L'únic establiment comercial que hi havia el 2009 era una fleca.
L'any 2000 a Mailley-et-Chazelot hi havia 8 explotacions agrícoles.

## Equipaments sanitaris i escolars
El 2009 hi havia una escola elemental.

## Poblacions més properes
El següent diagrama mostra les poblacions més properes.